# Henriette van Schönaich-Carolath

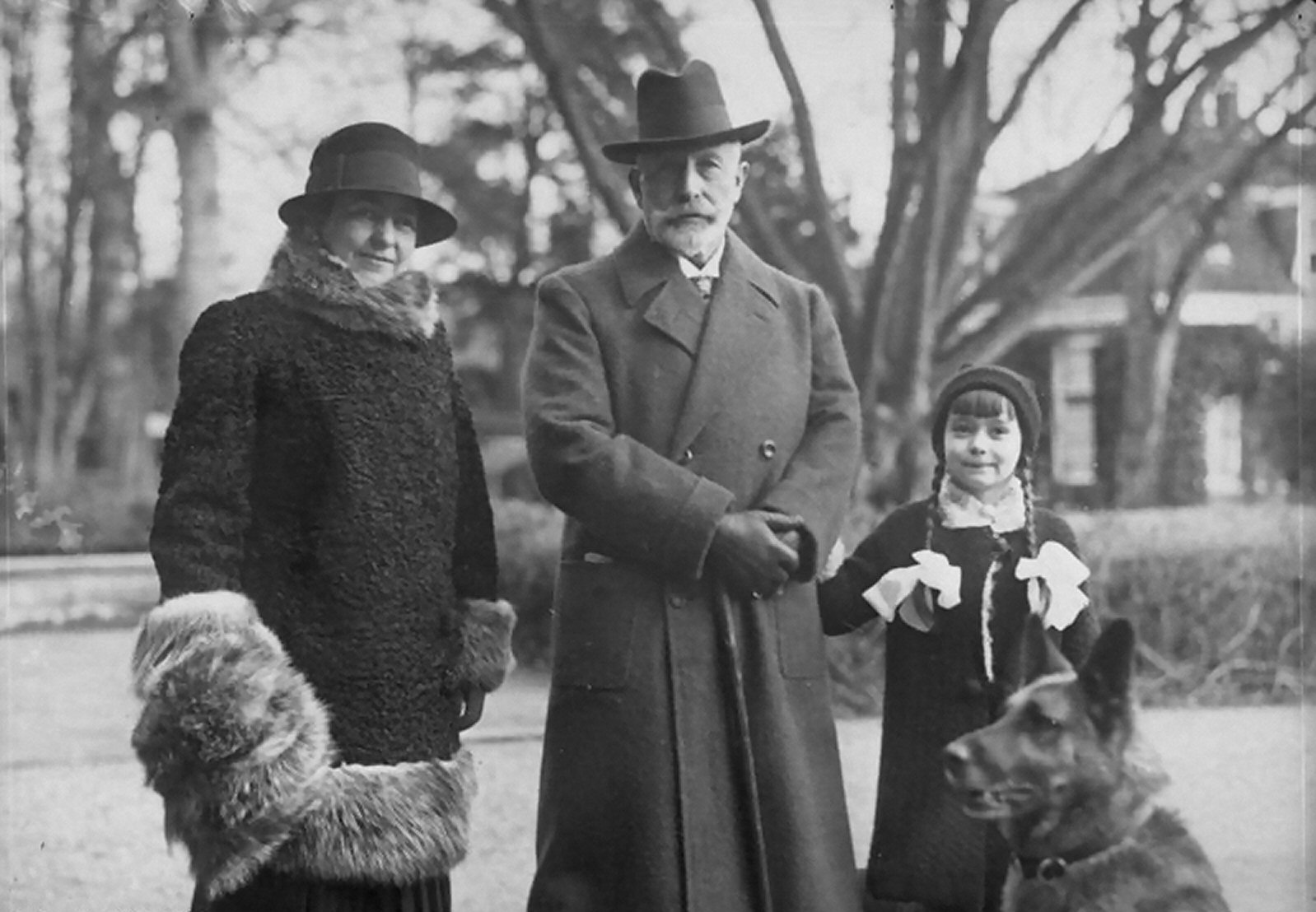
Prinses Henriette, rechts, met haar moeder en stiefvader, keizer Wilhelm II in Doorn

Henriette Hermine Wanda Ida Louise van Schönaich-Carolath (Berlijn, 25 november 1918 - Neuendettelsau, 16 maart 1972) was een Duitse prinses van Schoinaich-Carolath.
Zij was het jongste kind van Johan George van Schönaich-Carolath en prinses Hermine van Reuss oudere linie. Haar vader stierf toen zij twee jaar oud was. Twee jaar later hertrouwde haar moeder met ex-keizer Wilhelm II, waarna ze haar jeugd doorbracht in Huis Doorn. Haar stiefvader was als een grootvader voor haar en hij was zeer op de jongste dochter van zijn jonge vrouw gesteld.
Zij trad op 1 oktober 1940 in Doorn in het huwelijk met prins Karel van Pruisen, een kleinzoon van de Duitse keizer en een zoon van prins Joachim van Pruisen en Marie Auguste van Anhalt. Het paar kreeg drie zonen:
- Frans Willem, die later zou trouwen met de Russische troonpretendente Maria Vladimirovna Romanova (1943)
- Frans Jozef van Pruisen (1943-1943), tweelingbroer van de voorgaande
- Frans Frederik (1944)

Henriette en Karel scheidden in 1946.